# 拉斯马西亚斯-德博尔特雷加
拉斯马西亚斯-德博尔特雷加（西班牙語：Las Masías de Voltregá），是西班牙加泰罗尼亚巴塞罗那省的一个市镇。总面积22平方公里，总人口2873人（2001年），人口密度131人/平方公里。